# Кёпрюлю Мехмед-паша
Кёпрюлю Мехмед-паша (тур. Köprülü Mehmed-paşa, 1575/1578/1583, Кёпрюлю, Османская империя — 31 октября 1661, Эдирне, Османская империя) — великий визирь Османской империи. Получил прозвание «Жестокого».

## Биография
Будущий великий визирь родился в городе Кёпрюлю в конце XVI века в албанской семье. В детстве в рамках системы девширме он был отнят у родителей и отдан в мусульманскую школу. Делая карьеру в административной системе, он в 1644 году стал бейлербеем вилайята Трабзон, в 1647 — Эгера, в 1648 — Карамана, в 1650 — Анатолии. В 1652 году он на одну неделю стал визирем дивана, но из-за постоянных изменений политической ситуации был вынужден оставить пост и удалился в полученный от тестя городок Кёпрю в Анатолии.
В 1656 году ситуация в Османской империи была критической. Продолжалась Критская война, в мае 1656 года мальтийско-венецианский флот разбил османский флот у Дарданелл и блокировал пролив, лишив возможности снабжать воюющую на Крите армию. Внутри страны также было неспокойно. Чтобы восстановить престиж должности великого визиря и дистанцировать его от дворцовых интриг, по наущению валиде-султан Турхан Хатидже нового великого визиря решили поискать за пределами дворцового окружения. 
15 сентября 1656 года султан Мехмед IV назначил великим визирем Кёпрюлю Мехмеда. Сразу после своего назначения Мехмед-паше пришлось действовать против испытывавшей возрождение секты Кадизадели, духовный лидер которой — Юстювани Мехмед-эфенди — был уважаемым проповедником и имел благодаря своей популярности право входа во дворец. Через неделю после вступления в должность Кёпрюлю Мехмед-паша устроил облаву на лидеров движения и выслал их (в том числе и Юстювани Мехмед-эфенди) на Кипр.
В 1657 году османский флот прорвался в Эгейское море. После нескольких месяцев ожесточённых морских сражений, в ходе которых сам Кёпрюлю Мехмед командовал сухопутной армией, стоявшей лагерем на анатолийском берегу Дарданелл, турки взяли острова Тенедос и Лемнос и казнили тех, кого сочли нарушившим свой долг во время военной кампании. Разгром венецианцев позволил возобновить снабжение турецкой армии, которая вела осаду Кандии.
В это время в Трансильвании восстал Дьёрдь II Ракоци, который заключил союз с шведским королём и хотел привлечь на свою сторону господарей Молдавии и Валахии. Весной 1657 года против него начал действовать местный губернатор Мелек Ахмед-паша, осенью к нему присоединились силы крымского хана, а в 1658 году в поход на Трансильванию выступила армия под командованием самого Кёпрюлю Мехмед-паши, причём в состав его сил вошли и несколько тысяч человек, направленных Речью Посполитой. Ракоци был вынужден бежать, но военный поход пришлось отменить из-за восстания бейлербея Анатолии Абаза Хасан-паши. Восстание было жестоко подавлено, большинство мятежников и множество людей, включая Абаза Хасан-пашу были казнены. Кёпрюлю Мехмед-паша подвергался критике своих современников за излишнюю жестокость.
Совершенно беспрецедентной была казнь через повешение православного патриарха Парфения III на том основании, что он поощрял христиан Валахии на восстание против османского господства. Сейди Ахмед-паша был смещён с поста главного адмирала, полученного им за отражение атаки венецианцев на Дарданеллы в конце лета 1656 года, и отправлен губернатором в Боснию. 
Чувствуя приближение смерти, Кёпрюлю Мехмед призвал к себе своего сына Фазыл Ахмеда, который в то время был губернатором Дамаска, и сделал его своим заместителем. 31 октября 1661 года Кёпрюлю Мехмед-паша после тяжёлой и продолжительной болезни умер в Эдирне, некоторые османские источники сообщают, что ему было 86 лет.

## Благотворительность
Кёпрюлю Мехмед-паша занимался благотворительностью, на острове Тенедос по его приказу были построены мечети, школу, баню, ветряные мельницы и караван-сарай. Помимо этого, мечети, школы и караван-сараи были построены во многих городах, включая фонтаны в Везиркёпрю.